# Biedenkopf-Kommission
Biedenkopf-Kommission ist die Abkürzung für die in der Regierungserklärung des Bundeskanzlers Kurt Kiesinger vom 13. Dezember 1966 angekündigte, am 14. Juni 1967 vom Deutschen Bundestag beschlossene und am 24. Januar 1968 konstituierte „Sachverständigenkommission zur Auswertung der bisherigen Erfahrungen bei der Mitbestimmung (Mitbestimmungskommission)“ unter der Leitung von Kurt Biedenkopf. 
Als Mitglieder der Kommission wurden berufen:
- Kurt Biedenkopf
- Kurt Ballerstedt
- Erich Gutenberg
- Harald Jürgensen
- Wilhelm Krelle
- Ernst-Joachim Mestmäcker
- Rudolf Reinhardt
- Fritz Voigt
- Hans Willgerodt

Die von der Kommission im Januar 1970 in ihrem Bericht vorgelegten Empfehlungen gingen in ihrer Substanz in das Mitbestimmungsgesetz von 1976 ein. Zu den Empfehlungen gehörten neben der „Vermehrung der Vertreter der Arbeitnehmer im Aufsichtsrat (...) unter Beibehaltung eines, wenn auch geringen zahlenmäßigen Übergewichts der Vertreter der Anteilseigner“, auch die gesetzlich vorgeschriebene Bestellung eines Vorstandsmitglieds für das Personalressort (Arbeitsdirektor).

## Nachweise
1. ↑  Mitbestimmung im Unternehmen. Bericht der Sachverständigenkommission zur Auswertung der bisherigen Erfahrungen mit der Mitbestimmung. BT-Drucksache VI/334, 1970
2. ↑  Mitbestimmung im Unternehmen. Bericht der Sachverständigenkommission zur Auswertung der bisherigen Erfahrungen mit der Mitbestimmung. BT-Drucksache VI/334, 1970, S. 96, Ziffer 1.1 und 2.1.